# Bartolomeu Cid dos Santos
Bartolomeu Vilhena Cid dos Santos (Lisboa, 24 de agosto de 1931 – Londres, 21 de maio de 2008) foi um pintor e gravador português. Pertence à terceira geração de artistas modernistas portugueses.
Bartolomeu dos Santos residiu a maior parte da sua vida em Londres, onde foi professor na Slade School of Fine Art. Foi autor de uma obra de grande vitalidade, sendo considerado uma das figuras cimeiras da gravura nacional.

## Biografia
Era filho do cirurgião João Cid dos Santos e neto do médico e historiador de arte Reynaldo dos Santos. O seu interesse pelas artes visuais, pela literatura, música, cinema, história, perduraram ao longo dos anos, informando o seu modo de estar na vida e a sua produção artística. De personalidade expansiva, aberta, a sua obra seria caracterizada pela dimensão irónica e por uma forte consciência política (Bartolomeu foi um homem de esquerda, opositor do regime do Estado Novo), mas também, paradoxalmente, por um pendor melancólico, senão mesmo romântico.
Estudou na Escola Superior de Belas Artes de Lisboa (1950-1956). De 1956 a 1958 continuou a sua formação na Slade School of Fine Art (com Anthony Gross), Londres, cidade onde três anos mais tarde iria fixar residência. Foi bolseiro da Fundação Calouste Gulbenkian entre 1961 e 1964. A partir de 1961 e até à data da sua reforma, em 1996, ensinou no Departamento de Gravura da Slade School. Foi Emeritus Professor in Fine Art da Universidade de Londres e Fellow do University College London; membro da Royal Society of Painter-Printmakers.
A sua obra centrou-se na gravura, embora tenha produção significativa em desenho e pintura, azulejo, etc. Retomando uma técnica adaptada da água forte e que experimentara no início da carreira, nas últimas décadas realizou grandes painéis de pedra gravada para o metropolitano de Tóquio (Estação Nihonbashi) e de Lisboa (Estação Entre Campos).

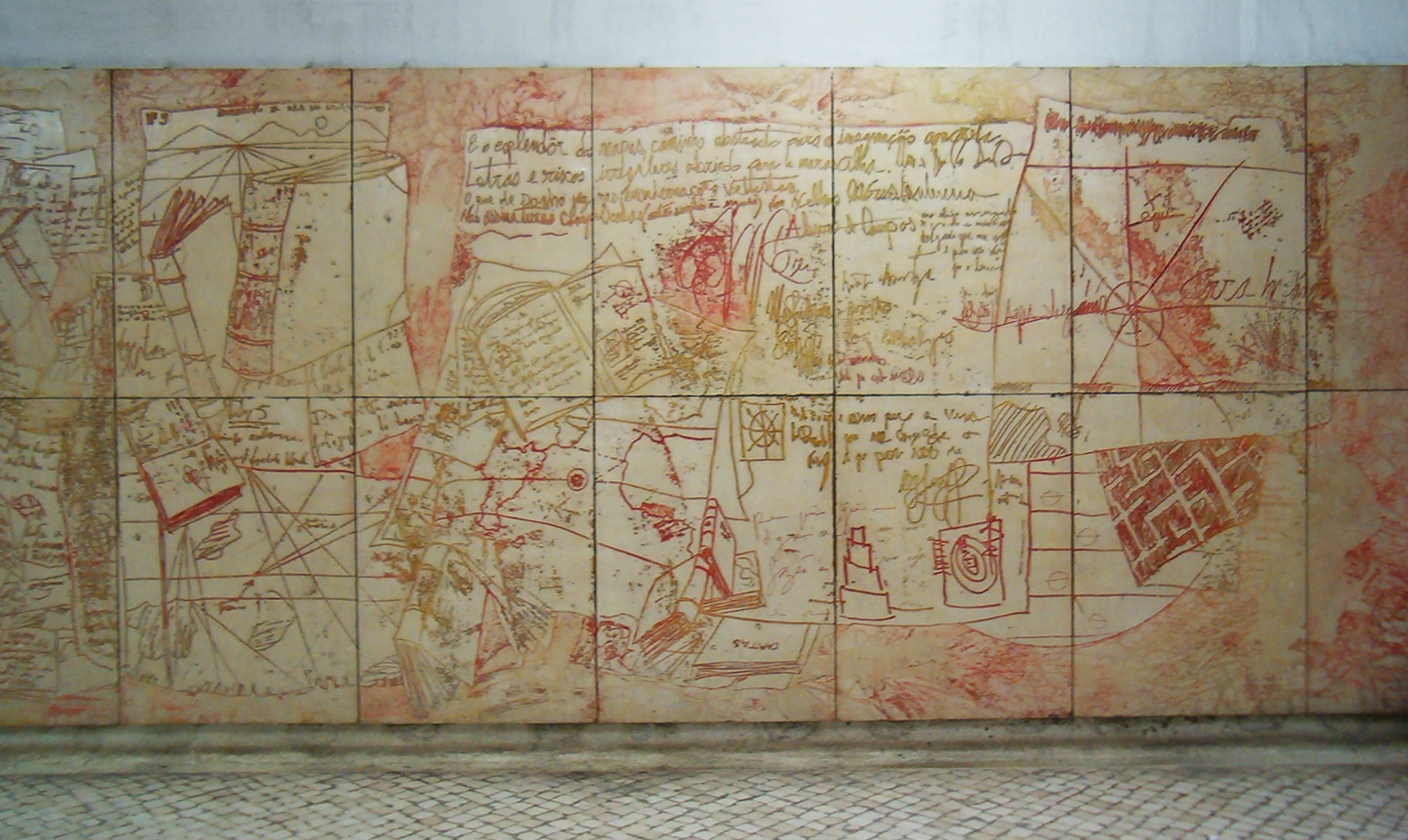
Painel para Estação Entre Campos, Metropolitano de Lisboa, pedra gravada

Bartolomeu dos Santos foi artista visitante em numerosas escolas de Belas Artes na Grã-Bretanha. No estrangeiro foi professor visitante da Universidade de Wisconsin, em Madison (1969 e 1980), na Konstkollan Umea, Suécia (1977 e 1978), no National College of Art em Lahore, Paquistão (1986 e 1987) e na Academia de Artes Visuais de Macau em numerosas ocasiões.
Em 1951 expôs na 6ª Exposição Geral de Artes Plásticas,  Sociedade Nacional de Belas Artes, Lisboa. Em 1959 participou na exposição 50 Artistas Independentes, S.N.B.A., Lisboa; nesse mesmo ano realizou a sua primeira exposição individual, também na S.N.B.A.. Em 1961 foi-lhe atribuído o Prémio de Gravura na II Exposição de Artes Plásticas da Fundação Calouste Gulbenkian.
Expôs coletivamente cerca de duzentas vezes em Portugal e no estrangeiro, destacando-se Avant Garde British Printmaking 1914-1960 no Museu Britânico, 1990, e Signatures of the Invisible em Londres, na Atlantis Gallery, 2001.
Realizou mais de oitenta exposições individuais, em Portugal e no estrangeiro. Além de Lisboa, expôs no Porto, Frankfurt, Rotterdam, Detroit, Madison, Angra do Heroísmo, Oxford, Londres, Umea, Joanesburgo, Cidade do Cabo, Tóquio, Paris, Nassau, Antuérpia, Cidade do México, Wiesbaden, Heidelberg, Bonn, Meinz, Islamabad, Glasgow, Karachi, Braga, Sheffield, Luxemburgo, Granada, Tavira, Macau, Funchal, Osnabrüch, Lahore e Rabat. Trabalhou com a Galeria 111, Lisboa, desde 1969 e até à data da sua morte.
Em 1989 o Centro de Arte Moderna (Fundação Calouste Gulbenkian, Lisboa), organizou uma exposição retrospetiva da sua obra. A 21 de maio de 1992, foi agraciado com o grau de Comendador da Ordem do Infante D. Henrique. Em 2001 apresentou duas retrospetivas, no Centro Cultural de Cascais e na Galeria do London Institute, Londres.

## Obra
Desenvolvendo-se quase sempre através de séries temática e formalmente unificadas, a obra de Bartolomeu dos Santos representa um longo e variado repositório de recursos técnicos e formais, que é colocado ao serviço de temáticas onde convergem as dimensões pessoal, social, mítica, cultural. Em imagens onde convivem "a melancolia, a ironia, às vezes à beira da irrisão, e uma espécie de desejo de redenção", são frequentes os cruzamentos não apenas com o universo da arte, mas também da literatura e poesia, da música, da história de Portugal.

### De Lisboa a Londres

Four Bishops (Quatro bispos), 1962, Água-tinta, 25 x 30 cm (imagem)

O arranque da sua carreira localiza-se no início dos anos de 1950, num momento em que ainda estão vivas as clivagens entre neorrealismo, surrealismo e abstração que, desde meados da década anterior, pontuaram a cena artística portuguesa. Sem aderir a qualquer tendência, Bartolomeu iria criar uma obra autónoma em cuja génese todas estariam, de alguma forma, presentes.  
A realidade portuguesa e um particular interesse pela história foram determinantes, desde muito cedo, para a definição do seu projeto artístico. O espaço europeu e a sua cultura, com os quais se familiarizou na juventude, em especial através de longas viagens com o avô Reynaldo dos Santos, seriam uma outra componente estruturante do seu pensamento. Assinale-se ainda a importância crucial do contacto com Londres, onde estudou e fixou residência, num período de grande dinamismo cultural, e das pontes que aí teve oportunidade de estabelecer com o universo da arte e da gravura contemporânea.
Datam de 1956 e 1957 as paisagens da Londres enevoada que produziu nos primeiros anos de estadia nessa cidade. A essas obras não será já alheio o contacto com Anthony Gross, ou um confessado interesse pelo "romantismo de Sutherland e Piper, o expressionismo de Bacon e a escultura de Moore e Reg Butler". De seguida vê-lo-emos efetuar um desvio, em imagens nostálgicas, intemporais – refeições, naturezas mortas… –,  onde se aproxima da dimensão metafísica da pintura de De Chirico ou de Giorgio Morandi, para logo se centrar na realidade e memória de Portugal, em evocações que vão da arquitetura do barroco às subtis alusões aos descobrimentos ou à situação política nacional. Segundo Edward Lucie-Smith, essa ligação às origens terá sido potenciada pela distância do solo pátrio. "De facto, esta ausência ou semi-ausência pode tê-lo ajudado a aguçar a sua perceção do temperamento português".
Referenciada de modo mais explícito à obra gravada de Goya, a serie dos Bispos, que realiza na primeira metade da década seguinte, apresenta-nos imagens identicamente intemporais, fantasmagóricas, cuja aparente placidez é perturbada por uma agressividade velada. Aqui, "as figuras começam a desfazer-se mal se definem, parecendo o artista ter maior comprazimento na sua desintegração do que na sua formação. […] Bartolomeu constrói um barroco mundo público de grandeza esvaziada, onde os anacrónicos dignitários da nação se perpetuam nas formas decompostas da sua função social, como velhos atores duma peça que já foi e que continuam pregados ao palco, apodrecendo nas suas vestes". Aludindo assim, embora indiretamente, à ditadura de Salazar, estas gravuras falam-nos do "pesadelo fatalístico das instituições, onde um macabro incapaz de morrer se perpetua, sem esperança e sem remorso".

### Anos 70

Atlantis, 1972, gravura, 50,5 x 67 cm

A intemporalidade das séries iniciais ganha uma nova dimensão na sequência de imagens a que pertencem os Labirintos, que irá criar a partir do final de 1969 depois de descobrir Jorge Luís Borges e 2001: Odisseia no Espaço, de Stanley Kubrick: "a combinação de Borges com Kubrik, ambos jogando com ideias e conceitos, com mistérios, espaços e interrogações, completamente modificou o caráter e a direção do meu trabalho". Nestas gravuras assistimos não apenas a uma inflexão temática mas também formal. À expressividade das séries iniciais sucede-se agora um rigor meticuloso, geometrizante; as imagens despem-se quase sempre de gente, sobrando paisagens agrestes e formas arquitetónicas, montanhas, rochedos, labirintos, arcos, esferas, pirâmides…
Nestes trabalhos podem detetar-se ecos da suspensão temporal de De Chirico, da arquitetura visionária de Étienne-Louis Boullée (1728-1799), e talvez mesmo das prisões de Piranesi (1720-1778), numa fusão de referências que "contribui para a inquietação que mora nessas imagens, onde a perfeição e a dúvida vivem lado a lado". "Os labirintos são ao mesmo tempo nostálgicas paisagens de sonho e cenários absurdos do viver humano, gravuras remotas ou de antecipação de um mundo que ironicamente nos lembra a vida urbana atual, enredada nas suas obsessões, num espaço que se contradiz pela sua beleza surda e pela extensão kafkiana do seu significado". E a polissemia destas imagens abre muitas delas a um outro tipo de leituras, sendo possível interpretá-las enquanto  metáforas de prisão ou de um estado totalitário, como era na época o caso português.

### Anos 80

Ode Marítima II, 1988, técnica mista, 77 x 60 cm (imagem)

A combinação da montagem fotográfica com a água-forte, experimentada nos anos de 1970, irá marcar as suas gravuras da década seguinte. Bartolomeu apropria-se agora de imagens alheias, de fotografias e mapas, de palavras e fragmentos de texto, que incorpora nas suas obras, em diálogos com o universo formal anterior de que resultam imagens de grande riqueza e complexidade. Através daquilo que José Luís Porfírio apelida de "poética do palimpsesto", as imagens e texturas, as sobreposições, as rasuras, o registo e o seu apagamento, sucedem-se numa articulação sequencial imprevisível e os elementos podem flutuar livremente na superfície do papel. A opção técnica associa-se uma vez mais a um redirecionamento temático. Veremos regressar os temas mais explicitamente portugueses, com alusões a viagens, á cidade de Lisboa, ao Tejo, a figuras emblemáticas da poesia nacional; mas também a outros nomes, da cultura internacional, da literatura, da música, do cinema…
A série evocativa da Ode Marítima de Pessoa / Álvaro de Campos leva-nos até ao início do século XX,  para o mundo dos grandes portos e cidades costeiras, dos barcos de cruzeiro e dos cargueiros percorrendo as rotas do comércio marítimo. "Estas gravuras de Bartolomeu vivem de uma «poética do espaço» geográfico, no qual os elementos náuticos são os lugares por onde esse espaço cresce. Vivem entre o «espírito» do mar e a psicologia do segredo". São várias as gravuras onde se cruzam as figuras e as palavras de Fernando Pessoa e Cesário Verde, "onde o sentido e os sentidos, o espaço e o tempo, literalmente se cavalgam. Vemos e lemos primeiro mas, logo a seguir, entra ritmado com o perfil do cais e a silhueta dos barcos, o grito, ora perto, ora distante, «Ahò-ò-ò-ò Schoner», ecoando, repetindo-se e, com a sua presença sonora, trazendo consigo o marulhar do cais e o cheiro do rio".

### Período final

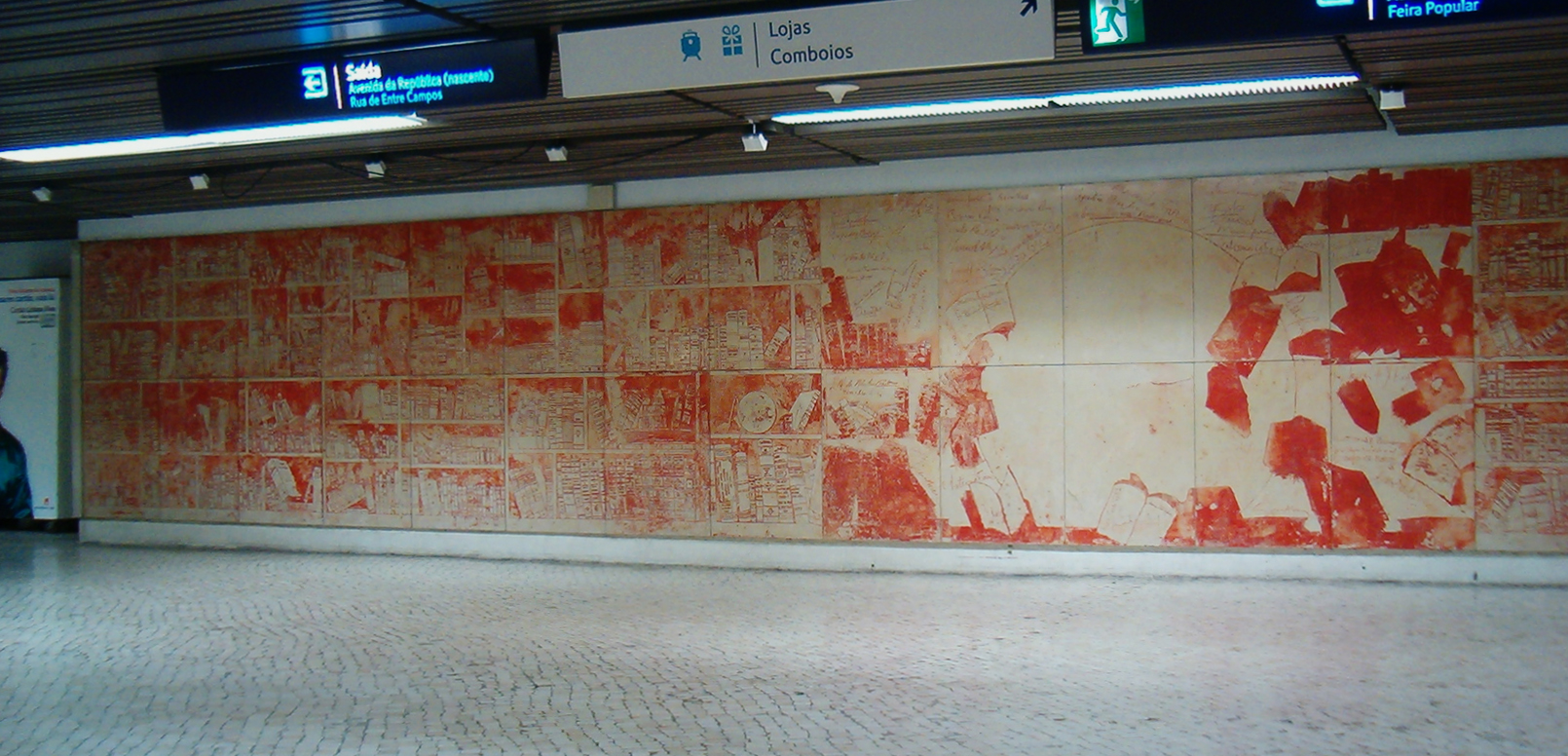
Biblioteca, 1991, painel em pedra gravada, Estação Entre Campos, Lisboa

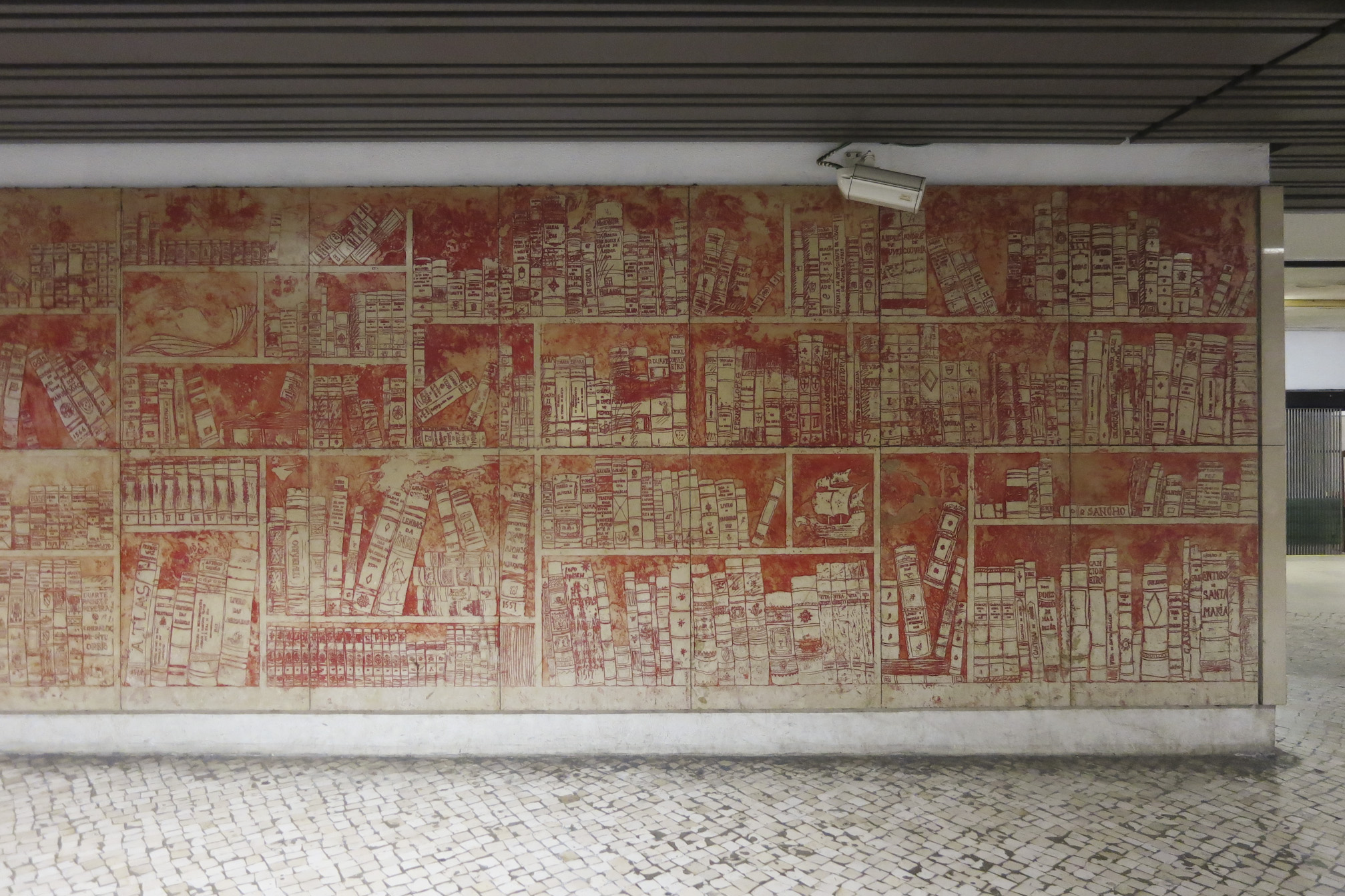
Biblioteca, 1991, painel em pedra gravada, Estação Entre Campos, Lisboa

A sua estreita relação com a literatura e a poesia é explicitada de forma ainda mais inequívoca no extenso painel da Biblioteca, pertencente ao conjunto, em pedra gravada, que criou para o átrio sul da estação de metropolitano de Entre Campos (Lisboa, 1991), e que marca o arranque do seu último período. Aqui, Bartolomeu dos Santos apresenta-nos longas prateleiras onde dispõe uma vasta representação dos maiores da literatura portuguesa, a par de uma pequena seleção de favoritos pessoais que inclui Borges, Gabriel Garcia Márquez,  Umberto Eco ou T. S. Eliot. É também aqui que se anuncia o novo tipo de opções formais, de cariz gestual, que iria prolongar-se nos trabalhos de gravura e pintura dos anos posteriores.
Os temas de Bartolomeu dos Santos abrangem um território vasto, que vai do olhar sobre si próprio às reflexões sobre a identidade coletiva (é sintomática a evocação do Tratado de Tordesilhas ou do 25 de Abril); ou da dimensão metafísica dos seus labirintos ao humor corrosivo e à turbulência das batalhas realizadas nos anos finais, onde os ferozes guerreiros da sua infância e juventude se transformaram em ratos de banda desenhada, denunciando, nas suas próprias palavras, a "agressão que hoje a todos os níveis nos rodeia".
No seu universo figurativo os objetos comuns "são transferidos para a condição misteriosa de personagens de uma história talvez oblíqua", que faz o prolongamento da aprendizagem da dimensão onírica do surrealismo e do fantástico; a sua visão pode evocar momentos míticos, ou cenários, "em que o orgânico e o inorgânico dizem a metafísica de uma vida que ultrapassa os nossos limites singelos", ou figurar uma atualidade "trespassada pela subtileza de certas ilustrações humorais". Se o seu caminho jamais abandona a dimensão poética da gravura ou o rigor meticuloso da execução, "isso permite-nos compreender melhor que um labirinto, construído no deserto impossível [...] é a geometria da perplexidade humana e tem de ser traçado com absoluta objetividade".

## Exposições (últimas décadas)

### Individuais
- 2010 – A Biblioteca de Bartolomeu, Ponta Delgada.
- 2008 – Bartolomeu XXI, Casa das Artes de Tavira; Sonhos e Pesadelos, Galeria 111, Lisboa e Porto.
- 2003 – Centro Cultural S. Lourenço (Algarve); Galeria Wildeshausen (Alemanha); Trienal de Chamaliéres (França, artista convidado); I.S.P.A., Lisboa; Biblioteca Municipal da Azambuja.
- 2002 – Sonhos e Realidades, Museu de Évora, Évora; O Canto das Sereias, Museu de Cerâmica, Caldas da Rainha.
- 2001 – Signatures of the Invisible, exposição itinerante promovida pelo London Institute e pelo CERN de Genève, Complesso del Vittoriano, Roma; Bartolomeu dos Santos – 45 years of printmaking, London Institute, Londres; Exposição de gravuras e aguarelas, Galeria 111, Lisboa e Porto; Sereias e outros Animais, Azulejos, Galeria Ratton Cerâmicas, Lisboa; Exposição retrospectiva, Centro Cultural de Cascais – Gandarinha, Cascais.
- 1999 – Exposição de Gravuras, Casa Fernando Pessoa, Lisboa.
- 1998 – Galeria Wildeshausen, Wildeshausen, Alemanha; Biblioteca Municipal Calouste Gulbenkian, Ponte de Sor; Centro Cultural de Rabat, Marrocos; Entre Terra e Mar, Obras Recentes, Galeria 111, Porto; Obras Recentes, Pintura Desenho e Gravura, Galeria 111, Lisboa; Azulejos de Torna Viagem, Galeria Ratton Cerâmicas, Lisboa
- 1996 – Galeria Municipal de Exposições, Vila Franca de Xira; Galeria 111, Porto e Lisboa; Reminiscences on Fernando Pessoa, Strang Print Room, University College, London.
- 1994 – Biblioteca, Câmara Municipal de Grândola; Galeria 111, Lisboa.
- 1993 – Galeria Zen, Porto; Galeria Wildeshausen, Alemanha.
- 1992 – Akzisehaus, Osnabruck; Galeria 111, Lisboa; 20/20, Museu Marítimo de Macau.
- 1991 – Galeria Brage, Umea, Suécia.
- 1990 – Galeria Funchália, Madeira.
- 1989 – Retrospectiva, Centro de Arte Moderna, Lisboa; Galeria do Leal Senado, Macau.
- 1988 – Espacio Abierto, Granada; Casa das Artes, Tavira; Galeria 111, Lisboa

### Coletivas
- 2003 – Bienal de Cerveira
- 2002 – Arte Múltipla, Galeria 111, Lisboa; Azulejos-12 Artistas Portugueses Contemporâneos, Galeria da Livraria Portuguesa, Macau.
- 2001 – Assinaturas do Invisível, Galeria Atlantis, Londres; Azulejos Ratton, Galeria da Restauração, Olhão.
- 1999 – ARCO’99, Galeria111, Madrid; As Idades dos Mares – Formas e Memórias de Inspiração Marítima, FIA 99, FIL, Lisboa.
- 1998; Artistas em Macau, Exposição Coletiva de Gravura, Galeria da Livraria Portuguesa, Macau; Bienal de Gravura, Amadora; Arte Contemporânea Anos 60/90, Galeria 111, Porto; Arte Portuguesa Anos 60/90, Galeria 111, Lisboa; Obra Gráfica, Galeria Municipal de Vila Franca de Xira; 8 Artistas da Galeria 111, Galeria da Secretaria Regional do Turismo e Cultura, Funchal; 5 Anos 25 Artistas, Forum Cultural do Seixal.
- 1997 – I Festival de Gravura de Évora; Festival de Arte Contemporânea Marca, Madeira 97, Funchal; Galeria 111, Lisboa; Feira do Livro de Frankfurt, Frankfurt; Galeria 111, FAC’97, Lisboa.
- 1996 – Changing Places at the Hardware Gallery, Londres.
- 1995 – Exposição de Gravura, Paço Imperial, Rio de Janeiro; Exposição de Gravura, Galeria de Exposições do Consulado Geral de Portugal, Salvador da Baía; Homenagem a Fernando Pessoa, Galeria Municipal Verney, Oeiras; Music in your Eyes, Edward Day Gallery, Kingston, Canada.
- 1994 – 1st National Print Show, Mall Galleries, Londres.
- 1993 – Royal Society of Painter, Printmakers Members Exhibition, Bankside Gallery, Londres.
- 1992 – Arte Portuguesa 1992, Dominikanerkirsche, Osnabruck; Bienal de Gravura Iberoamericana, La Coruña; Pintura y Grabado Portugueses Contemporáneos, Museo Provincial de Huelva.
- 1991 – Europália, Bruxelas; European Large Format Prints, Dublin.
- 1990 – Avant Garde British Printmaking 1914-1960, British Museum.
- 1989 – 18ª. Bienal de Ljubljana; Exposição Internacional de Gravura, Zhejiang Academy of Fine Arts, China.
- 1988 – 1ª. Bienal da Amadora; Kunst Zonder Grenze-Hertongenbosch, Holanda; Bienal Mediterrânica de Artes Gráficas, Creta.

## Arte pública
- 2001 – Rocapor, Azulejo, Faro
- 2000 – Crown Plaza Hotel, Azulejo, Funchal
- 1999 – Azulejos, Estação do Pragal, REFER; Mural comemorativo do 25 de Abril, Azulejo, Grandola
- 1998 – Azulejo, Estação da Reboleira, REFER
- 1997 – Museu de Macau, pedras gravadas
- 1993 – Decoração em pedra gravada, Estação de Nihonbashi, Metropolitano de Tóquio.
- 1991-93 – Decoração em pedra gravada, Estação de Estação Entre Campos, Metropolitano de Lisboa.

## Coleções / Museus
Está representado em numerosas coleções, públicas e privadas, podendo destacar-se: British Museum, Londres; Victoria & Albert Museum, Londres; Ashmolean Museum, Oxford; Fytzwilliam Museum, Cambridge; Glasgow Art Gallery, Glasgow; Ulster Museum, Belfast; Southampton Art Gallery, Southampton; National Museum of Wales, País de Gales; Bodlrian Library, Oxford; South London Art Gallery, Londres; Bibliothèque Nationale, Paris; Bibliothèque Royale, Bruxelas; Museum of Modern Art, Nova Iorque; Museum of Fine Arts, Boston; Museu do Chiado, Lisboa; Centro de Arte Moderna José de Azeredo Perdigão, Fundação Calouste Gulbenkian, Lisboa; University of Pensylvania Museum; Museu de Arte Moderna do Rio de Janeiro, Rio de Janeiro; Culturgest / Caixa Geral de Depósitos, Lisboa.